# Roman Sawtschenko
Roman Wiktorowitsch Sawtschenko (russisch Роман Викторович Савченко; * 28. Juli 1988 in Ust-Kamenogorsk, Kasachische SSR) ist ein kasachischer Eishockeyspieler, der seit Mai 2019 bei Lokomotive Jaroslawl in der Kontinentalen Hockey-Liga unter Vertrag steht.

## Karriere
Roman Sawtschenko begann seine Karriere als Eishockeyspieler im Nachwuchsbereich von Kaszink-Torpedo Ust-Kamenogorsk, für dessen Profimannschaft er in der Saison 2005/06 sein Debüt in der Wysschaja Liga, der zweiten russischen Spielklasse, gab. Parallel war er von 2004 bis 2007 für Torpedos zweite Mannschaft in der drittklassigen Perwaja Liga aktiv. In der Folgezeit spielte der Verteidiger parallel für die Kasachen in der Wysschaja Liga sowie der Kasachischen Meisterschaft. Mit Ust-Kamenogorsk gewann er dabei in der Saison 2006/07 die nationale Meisterschaft, sowie 2008 den Kasachischen Pokal. Im IIHF Continental Cup 2007/08 belegte der Linksschütze mit seiner Mannschaft zudem auf europäischer Ebene den dritten Platz. Nachdem er auch die Saison 2008/09 bei Torpedo begonnen hatte, wurde er im Laufe der Spielzeit von Barys Astana aus der neu gegründeten Kontinentalen Hockey-Liga verpflichtet.
Nach 10 Jahren, 499 KHL-Partien und 136 Scorerpunkten für Barys verließ er den Klub im August 2018 und wechselte innerhalb der KHL zum HK Sibir Nowosibirsk.

### International
Für Kasachstan nahm Sawtschenko an der Division I der U18-Junioren-Weltmeisterschaften 2005 und 2006 sowie der Division I der U20-Junioren-Weltmeisterschaften 2006 und 2007 und der Top-Division der U-20-Junioren-Weltmeisterschaften 2008 teil. 
Bei den Senioren stand er im Aufgebot Kasachstans bei der Qualifikation zu den Olympischen Winterspielen 2010 in Vancouver. Nachdem die Kasachen im November 2008 die erste Qualifikationsrunde mit drei Siegen und 31:2 Toren überzeugend gewonnen hatten, reichte es in der zweiten Qualifikationsrunde im Februar 2009 bei zwei Niederlagen lediglich zu einem 8:2-Erfolg gegen Frankreich. Anschließend wurde er auch für die Weltmeisterschaft 2009, bei der die Kasachen in der Division I spielten, nominiert und stieg mit seiner Mannschaft dank fünf Siegen in fünf Spielen in die Top-Division auf. Sawtschenko hatte damit mit seinem Team einen Fahrstuhl betreten, denn den Abstiegen aus der Top-Division bei den Weltmeisterschaften 2010, 2012 und 2014 folgten die sofortigen Wiederaufstiege bei den Turnieren der Division I 2011, 2013 und 2015. Auch 2016 konnte er sich mit dem kasachischen Team nicht in der Top-Division halten. Dabei wurde er 2011 zum besten Verteidiger des Turniers und zwei Jahre später in das All-Star-Team gewählt.
Bei den Winter-Asienspielen gewann er mit der kasachischen Auswahl durch einen 4:1-Erfolg im entscheidenden Spiel gegen Japan die Goldmedaille. Bei der Olympiaqualifikation für die Winterspiele in Sotschi 2014, die im Februar 2013 in Riga stattfand, scheiterte er mit seiner Mannschaft durch eine 2:3-Niederlage gegen die Gastgeber nur knapp.

## Erfolge und Auszeichnungen
- 2007 Kasachischer Meister mit Kaszink-Torpedo Ust-Kamenogorsk
- 2008 3. Platz beim IIHF Continental Cup mit Kaszink-Torpedo Ust-Kamenogorsk
- 2008 Kasachischer Pokalsieger mit Kaszink-Torpedo Ust-Kamenogorsk

### International
- 2007 Aufstieg in die Top-Division bei der U20-Junioren-Weltmeisterschaft der Division I
- 2009 Aufstieg in die Top-Division bei der Weltmeisterschaft der Division I, Gruppe A
- 2011 Goldmedaille bei den Winter-Asienspielen
- 2011 Aufstieg in die Top-Division bei der Weltmeisterschaft der Division I, Gruppe B
- 2011 Bester Verteidiger der Weltmeisterschaft der Division I, Gruppe B
- 2013 Aufstieg in die Top-Division bei der Weltmeisterschaft der Division I, Gruppe A
- 2013 All-Star-Team der Weltmeisterschaft der Division I, Gruppe A
- 2015 Aufstieg in die Top-Division bei der Weltmeisterschaft der Division I, Gruppe A

## KHL-Statistik
(Stand: Ende der Saison 2018/19)